# 小行星381
小行星381（381 Myrrha）是一颗围绕太阳公转的小行星。1894年1月10日，奧古斯特·卡洛斯在尼斯描述了此天体。
該小行星以希腊神话中塞浦路斯公主，著名的美少年阿多尼斯的母亲密耳拉命名。
这颗小行星的绝对星等为8.25等。
1991年1月13日在日本和中国可以看到小行星381掩井宿三（双子座γ）的天象，天文学家通过观测确定了它的外形和大小。

## 相关條目
- 小行星列表/10001-11000

## 外部連結
- Asteroid Lightcurve Database (LCDB) （页面存档备份，存于）, query form (info （页面存档备份，存于）)
- Dictionary of Minor Planet Names, Google books
- Discovery Circumstances: Numbered Minor Planets (10001)-(15000) （页面存档备份，存于） – Minor Planet Center
- 小行星381 at AstDyS-2, Asteroids—Dynamic Site
  - Ephemeris · Observation prediction · Orbital info · Proper elements · Observational info
- NASA JPL小天體瀏覽器上的小行星381

| 前一小行星： 小行星380 | 小行星列表 | 後一小行星： 小行星382 |